# 12.ª etapa del Giro de Italia 2023
La 12.ª etapa del Giro de Italia 2023 tuvo lugar el 18 de mayo de 2023 y consistió en una etapa en línea con inicio en el municipio de Bra y final en la ciudad de Rivoli sobre un recorrido de 179 km. Esta fue ganada por el alemán Nico Denz del equipo Bora-Hansgrohe, mientras que el británico Geraint Thomas consiguió mantener el liderato.

## Clasificación de la etapa
| Bra - Rivoli | etapa escarpada | (179 km) |

| \| Clasificación de la etapa \| Clasificación de la etapa \| Clasificación de la etapa \| Clasificación de la etapa \| Clasificación de la etapa \| \| Ciclista \| Ciclista \| Equipo \| Tiempo \| \| \| ------------------------- \| ------------------------- \| ---------------------------------- \| ------------------------- \| ------------------------- \| \| 1.º \| Nico Denz \| Bora-Hansgrohe \| 4 h 18 min 11 s \| \| \| 2.º \| Toms Skujiņš \| Trek-Segafredo \| + 0 s \| \| \| 3.º \| Sebastian Berwick \| Israel-Premier Tech \| + 3 s \| \| \| 4.º \| Alessandro Tonelli \| Green Project-Bardiani CSF-Faizanè \| + 58 s \| \| \| 5.º \| Marco Frigo \| Israel-Premier Tech \| + 2 min 07 s \| \| \| 6.º \| Ilan Van Wilder \| Soudal Quick-Step \| + 2 min 20 s \| \| \| 7.º \| Alberto Bettiol \| EF Education-EasyPost \| + 2 min 20 s \| \| \| 8.º \| Christian Scaroni \| Astana Qazaqstan Team \| + 2 min 20 s \| \| \| 9.º \| Michel Heßmann \| Jumbo-Visma \| + 2 min 20 s \| \| \| 10.º \| Alex Baudin \| AG2R Citroën Team \| + 2 min 20 s \| \| |                    |                                    |                 |
| |                    |                                    |                 |
| Fuente: ProCyclingStats |                    |                                    |                 |
| Clasificación de la etapa |                    |                                    |                 |
| Ciclista | Ciclista           | Equipo                             | Tiempo          |
| 1.º | Nico Denz          | Bora-Hansgrohe                     | 4 h 18 min 11 s |
| 2.º | Toms Skujiņš       | Trek-Segafredo                     | + 0 s           |
| 3.º | Sebastian Berwick  | Israel-Premier Tech                | + 3 s           |
| 4.º | Alessandro Tonelli | Green Project-Bardiani CSF-Faizanè | + 58 s          |
| 5.º | Marco Frigo        | Israel-Premier Tech                | + 2 min 07 s    |
| 6.º | Ilan Van Wilder    | Soudal Quick-Step                  | + 2 min 20 s    |
| 7.º | Alberto Bettiol    | EF Education-EasyPost              | + 2 min 20 s    |
| 8.º | Christian Scaroni  | Astana Qazaqstan Team              | + 2 min 20 s    |
| 9.º | Michel Heßmann     | Jumbo-Visma                        | + 2 min 20 s    |
| 10.º | Alex Baudin        | AG2R Citroën Team                  | + 2 min 20 s    |

## Clasificaciones al final de la etapa

### Clasificación general(Maglia Rosa)
| \| Clasificación general \| Clasificación general \| Clasificación general \| Clasificación general \| Clasificación general \| \| Ciclista \| Ciclista \| Equipo \| Tiempo \| \| \| --------------------- \| ---------------------- \| --------------------- \| --------------------- \| --------------------- \| \| 1.º \| Geraint Thomas \| Ineos Grenadiers \| 49 h 02 min 05 s \| \| \| 2.º \| Primož Roglič \| Jumbo-Visma \| + 2 s \| \| \| 3.º \| João Almeida \| UAE Team Emirates \| + 22 s \| \| \| 4.º \| Andreas Leknessund \| Team DSM \| + 35 s \| \| \| 5.º \| Damiano Caruso \| Bahrain Victorious \| + 1 min 28 s \| \| \| 6.º \| Lennard Kämna \| Bora-Hansgrohe \| + 1 min 52 s \| \| \| 7.º \| Edward Dunbar \| Team Jayco AlUla \| + 2 min 32 s \| \| \| 8.º \| Thymen Arensman \| Ineos Grenadiers \| + 2 min 32 s \| \| \| 9.º \| Laurens De Plus \| Ineos Grenadiers \| + 2 min 36 s \| \| \| 10.º \| Aurélien Paret-Peintre \| AG2R Citroën Team \| + 2 min 48 s \| \| |                        |                    |                  |
| |                        |                    |                  |
| Fuente: ProCyclingStats |                        |                    |                  |
| Clasificación general |                        |                    |                  |
| Ciclista | Ciclista               | Equipo             | Tiempo           |
| 1.º | Geraint Thomas         | Ineos Grenadiers   | 49 h 02 min 05 s |
| 2.º | Primož Roglič          | Jumbo-Visma        | + 2 s            |
| 3.º | João Almeida           | UAE Team Emirates  | + 22 s           |
| 4.º | Andreas Leknessund     | Team DSM           | + 35 s           |
| 5.º | Damiano Caruso         | Bahrain Victorious | + 1 min 28 s     |
| 6.º | Lennard Kämna          | Bora-Hansgrohe     | + 1 min 52 s     |
| 7.º | Edward Dunbar          | Team Jayco AlUla   | + 2 min 32 s     |
| 8.º | Thymen Arensman        | Ineos Grenadiers   | + 2 min 32 s     |
| 9.º | Laurens De Plus        | Ineos Grenadiers   | + 2 min 36 s     |
| 10.º | Aurélien Paret-Peintre | AG2R Citroën Team  | + 2 min 48 s     |

### Clasificación por puntos(Maglia Ciclamino)
| Clasificación por puntos | Clasificación por puntos | Clasificación por puntos | Clasificación por puntos | Clasificación por puntos |
| Ciclista                 | Ciclista                 | Equipo                   | Puntos                   |                          |
| ------------------------ | ------------------------ | ------------------------ | ------------------------ | ------------------------ |
| 1.º                      | Jonathan Milan           | Bahrain Victorious       | 164 pts                  |                          |
| 2.º                      | Mads Pedersen            | Trek-Segafredo           | 140 pts                  |                          |
| 3.º                      | Pascal Ackermann         | UAE Team Emirates        | 88 pts                   |                          |
| 4.º                      | Michael Matthews         | Team Jayco AlUla         | 68 pts                   |                          |
| 5.º                      | Derek Gee                | Israel-Premier Tech      | 64 pts                   |                          |
| 6.º                      | Magnus Cort              | EF Education-EasyPost    | 56 pts                   |                          |
| 7.º                      | Toms Skujiņš             | Trek-Segafredo           | 51 pts                   |                          |
| 8.º                      | Mark Cavendish           | Astana Qazaqstan Team    | 51 pts                   |                          |
| 9.º                      | Vincenzo Albanese        | Eolo-Kometa              | 44 pts                   |                          |
| 10.º                     | Davide Bais              | Eolo-Kometa              | 39 pts                   |                          |

### Clasificación de la montaña(Maglia Azzurra)
| Clasificación de la montaña | Clasificación de la montaña | Clasificación de la montaña | Clasificación de la montaña | Clasificación de la montaña |
| Ciclista                    | Ciclista                    | Equipo                      | Puntos                      |                             |
| --------------------------- | --------------------------- | --------------------------- | --------------------------- | --------------------------- |
| 1.º                         | Davide Bais                 | Eolo-Kometa                 | 104 pts                     |                             |
| 2.º                         | Thibaut Pinot               | Groupama-FDJ                | 50 pts                      |                             |
| 3.º                         | Karel Vacek                 | Team Corratec-Selle Italia  | 36 pts                      |                             |
| 4.º                         | Toms Skujiņš                | Trek-Segafredo              | 30 pts                      |                             |
| 5.º                         | Amanuel Ghebreigzabhier     | Trek-Segafredo              | 30 pts                      |                             |
| 6.º                         | Ben Healy                   | EF Education-EasyPost       | 24 pts                      |                             |
| 7.º                         | Aurélien Paret-Peintre      | AG2R Citroën Team           | 22 pts                      |                             |
| 8.º                         | Alessandro De Marchi        | Team Jayco AlUla            | 22 pts                      |                             |
| 9.º                         | Veljko Stojnić              | Team Corratec-Selle Italia  | 21 pts                      |                             |
| 10.º                        | Francesco Gavazzi           | Eolo-Kometa                 | 18 pts                      |                             |

### Clasificación de los jóvenes(Maglia Bianca)
| Clasificación del mejor joven | Clasificación del mejor joven | Clasificación del mejor joven | Clasificación del mejor joven | Clasificación del mejor joven |
| Ciclista                      | Ciclista                      | Equipo                        | Tiempo                        |                               |
| ----------------------------- | ----------------------------- | ----------------------------- | ----------------------------- | ----------------------------- |
| 1.º                           | João Almeida                  | UAE Team Emirates             | 49 h 02 min 27 s              |                               |
| 2.º                           | Andreas Leknessund            | Team DSM                      | + 13 s                        |                               |
| 3.º                           | Thymen Arensman               | Ineos Grenadiers              | + 2 min 10 s                  |                               |
| 4.º                           | Santiago Buitrago             | Bahrain Victorious            | + 4 min 18 s                  |                               |
| 5.º                           | Ilan Van Wilder               | Soudal Quick-Step             | + 5 min 46 s                  |                               |
| 6.º                           | Einer Rubio                   | Movistar Team                 | + 10 min 49 s                 |                               |
| 7.º                           | Michel Heßmann                | Jumbo-Visma                   | + 11 min 51 s                 |                               |
| 8.º                           | Alexander Cepeda              | EF Education-EasyPost         | + 13 min 23 s                 |                               |
| 9.º                           | Marco Frigo                   | Israel-Premier Tech           | + 19 min 17 s                 |                               |
| 10.º                          | Laurens Huys                  | Intermarché-Circus-Wanty      | + 20 min 17 s                 |                               |

### Clasificación por equipos"Súper team"
| Clasificación por equipos | Clasificación por equipos | Clasificación por equipos | Clasificación por equipos |
| Equipo                    | Equipo                    | Tiempo                    |                           |
| ------------------------- | ------------------------- | ------------------------- | ------------------------- |
| 1.º                       | Jumbo-Visma               | 147 h 02 min 35 s         |                           |
| 2.º                       | Ineos Grenadiers          | + 3 min 49 s              |                           |
| 3.º                       | EF Education-EasyPost     | + 4 min 07 s              |                           |
| 4.º                       | Bahrain Victorious        | + 5 min 35 s              |                           |
| 5.º                       | UAE Team Emirates         | + 8 min 35 s              |                           |

## Abandonos
- Alessandro Covi (UAE Team Emirates) no tomó la salida.
- Harm Vanhoucke (Team DSM) se retiró durante la etapa.
- Kaden Groves (Alpecin-Deceuninck) se retiró durante la etapa.
- Mikaël Cherel (AG2R Citroën Team) se retiró durante la etapa.